# Ablerus leucopidis
Ablerus leucopidis is een vliesvleugelig insect uit de familie Aphelinidae. De wetenschappelijke naam is voor het eerst geldig gepubliceerd in 1942 door Blanchard.